# Andranik Teymourian
Andranik Teymourian (nato Andranik Timotian Samarani; in persiano آندرانیک تیموریان‎ ; in armeno Անդրանիկ Թէյմուրեան?; Teheran, 6 marzo 1983) è un allenatore di calcio ed ex calciatore iraniano, di ruolo centrocampista, vice commissario tecnico della Nazionale iraniana.

## Biografia
Di etnia armena, vanta la singolarità di essere stato un giocatore di religione cristiana nella rosa della nazionale iraniana. È stato, inoltre, il secondo calciatore di etnia armena a prendere parte alla fase finale di un campionato mondiale di calcio, 28 anni dopo Andranik Eskandarian.

## Carriera

### Giocatore

#### Club

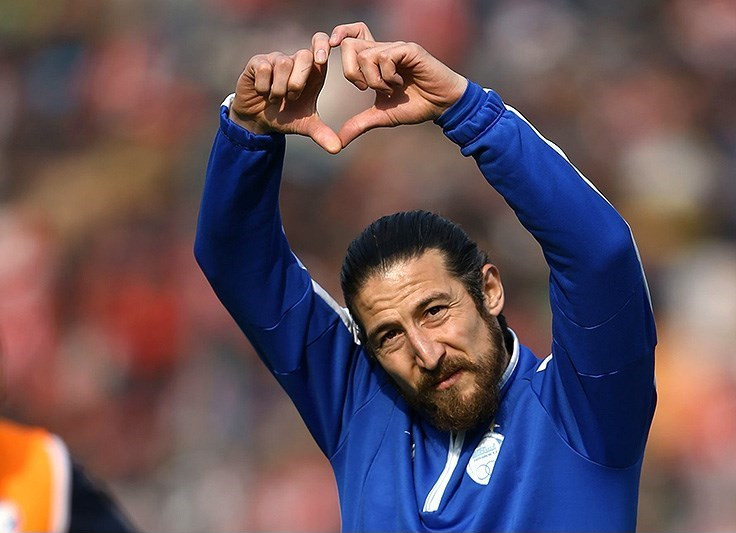
Teymourian con la maglia dell' (2014)

Cresciuto nelle file di Ararat, Keshavarz ed Esteghlal, ha debuttato tra i professionisti nelle file dell'Oghab. Nel 2004 è passato all'Aboomoslem. Nell'agosto 2006 si è trasferito in Inghilterra, al Bolton. Dopo due stagioni al Bolton, il 12 giugno 2008 si è trasferito a parametro zero al Fulham. Dopo una prima parte di stagione in cui ha totalizzato appena due presenze, il 2 febbraio 2009 si è trasferito in prestito fino al termine della stagione al Barnsley. Rientrato al Fulham nell'estate 2009, vi ha militato fino all'anno successivo senza essere mai schierato. È rimasto svincolato al termine della stagione 2009-2010. Dopo diversi interessamenti da parte di squadre inglesi nel corso dell'estate 2010, nel settembre 2010 è tornato in patria, firmando un contratto con il Tractor Sazi. La stagione successiva ha vestito la maglia dell'Esteghlal. Nel 2012 è passato all'Al-Kharitiyath. Nel 2013 è tornato all'Esteghlal. L'anno successivo si è trasferito al Tractor Sazi. Nel 2015 è passato all'Umm-Salal. Nel 2016, dopo un periodo al Saipa, si è trasferito al Machine Sazi. Nel 2017, dopo un periodo al Naft Teheran, è passato al Gostaresh Foulad. Ha concluso la propria carriera nel 2019, dopo aver militato nelle file del Machine Sazi.

#### Nazionale
Ha debuttato in Nazionale il 24 agosto 2005, nell'amichevole Iran-Libia (4-0), subentrando a Alireza Vahedi Nikbakht all'inizio del secondo tempo. Ha messo a segno la sua prima rete con la maglia della Nazionale il 22 febbraio 2006, in Iran-Taiwan (4-0), siglando il gol del momentaneo 1-0 al minuto 36 del primo tempo. Ha partecipato, con la selezione iraniana, ai Mondiali 2006, ai Mondiali 2014, alla Coppa d'Asia 2007, alla Coppa d'Asia 2011, alla Coppa d'Asia 2015 e al Campionato dell'Asia occidentale 2010. È sceso in campo, inoltre, nelle qualificazioni ai Mondiali 2010, 2014 e 2018, nelle qualificazioni alla Coppa d'Asia 2007, 2011 e 2015. Ha totalizzato, con la selezione iraniana, 101 presenze e 9 reti, risultando all'ottavo posto per numero di presenze con la maglia della Nazionale maggiore iraniana.

### Allenatore
Il 23 marzo 2023 è diventato vice commissario tecnico della Nazionale maggiore iraniana.

## Statistiche

### Cronologia presenze e reti in nazionale
| Cronologia completa delle presenze e delle reti in nazionale ― Iran | Cronologia completa delle presenze e delle reti in nazionale ― Iran | Cronologia completa delle presenze e delle reti in nazionale ― Iran | Cronologia completa delle presenze e delle reti in nazionale ― Iran | Cronologia completa delle presenze e delle reti in nazionale ― Iran | Cronologia completa delle presenze e delle reti in nazionale ― Iran | Cronologia completa delle presenze e delle reti in nazionale ― Iran | Cronologia completa delle presenze e delle reti in nazionale ― Iran |
| Data                                                                | Città                                                               | In casa                                                             | Risultato                                                           | Ospiti                                                              | Competizione                                                        | Reti                                                                | Note                                                                |
| ------------------------------------------------------------------- | ------------------------------------------------------------------- | ------------------------------------------------------------------- | ------------------------------------------------------------------- | ------------------------------------------------------------------- | ------------------------------------------------------------------- | ------------------------------------------------------------------- | ------------------------------------------------------------------- |
| 24-8-2005                                                           | Teheran                                                             | Iran                                                                | 4 – 0                                                               | Libia                                                               | Amichevole                                                          | -                                                                   | 46’                                                                 |
| 12-10-2005                                                          | Seoul                                                               | Corea del Sud                                                       | 2 – 0                                                               | Iran                                                                | Amichevole                                                          | -                                                                   | 90’                                                                 |
| 13-11-2005                                                          | Teheran                                                             | Iran                                                                | 2 – 0                                                               | Togo                                                                | Amichevole                                                          | -                                                                   | 84’                                                                 |
| 22-2-2006                                                           | Teheran                                                             | Iran                                                                | 4 – 0                                                               | Taiwan                                                              | Qual. Coppa d'Asia 2007                                             | 1                                                                   | 75’                                                                 |
| 1-3-2006                                                            | Teheran                                                             | Iran                                                                | 3 – 2                                                               | Costa Rica                                                          | Amichevole                                                          | -                                                                   | 46’                                                                 |
| 28-5-2006                                                           | Osijek                                                              | Croazia                                                             | 2 – 2                                                               | Iran                                                                | Amichevole                                                          | -                                                                   |                                                                     |
| 31-5-2006                                                           | Teheran                                                             | Iran                                                                | 5 – 2                                                               | Bosnia ed Erzegovina                                                | Amichevole                                                          | -                                                                   |                                                                     |
| 11-6-2006                                                           | Norimberga                                                          | Messico                                                             | 3 – 1                                                               | Iran                                                                | Mondiali 2006 - Gironi                                              | -                                                                   |                                                                     |
| 17-6-2006                                                           | Francoforte sul Meno                                                | Portogallo                                                          | 2 – 0                                                               | Iran                                                                | Mondiali 2006 - Gironi                                              | -                                                                   |                                                                     |
| 21-6-2006                                                           | Lipsia                                                              | Iran                                                                | 1 – 1                                                               | Angola                                                              | Mondiali 2006 - Gironi                                              | -                                                                   | 55’                                                                 |
| 16-8-2006                                                           | Teheran                                                             | Iran                                                                | 1 – 1                                                               | Siria                                                               | Qual. Coppa d'Asia 2007                                             | -                                                                   |                                                                     |
| 2-9-2006                                                            | Seoul                                                               | Corea del Sud                                                       | 1 – 1                                                               | Iran                                                                | Qual. Coppa d'Asia 2007                                             | -                                                                   | 90’                                                                 |
| 6-9-2006                                                            | Damasco                                                             | Siria                                                               | 0 – 2                                                               | Iran                                                                | Qual. Coppa d'Asia 2007                                             | -                                                                   |                                                                     |
| 4-10-2006                                                           | Amman                                                               | Iraq                                                                | 0 – 2                                                               | Iran                                                                | Amichevole                                                          | -                                                                   | 34’                                                                 |
| 6-10-2006                                                           | Amman                                                               | Giordania                                                           | 0 – 0                                                               | Iran                                                                | Amichevole                                                          | -                                                                   |                                                                     |
| 11-10-2006                                                          | Taipei                                                              | Taiwan                                                              | 0 – 2                                                               | Iran                                                                | Qual. Coppa d'Asia 2007                                             | -                                                                   |                                                                     |
| 15-11-2006                                                          | Teheran                                                             | Iran                                                                | 2 – 0                                                               | Corea del Sud                                                       | Qual. Coppa d'Asia 2007                                             | -                                                                   |                                                                     |
| 7-2-2007                                                            | Teheran                                                             | Iran                                                                | 2 – 2                                                               | Bielorussia                                                         | Amichevole                                                          | -                                                                   |                                                                     |
| 24-3-2007                                                           | Doha                                                                | Qatar                                                               | 0 – 1                                                               | Iran                                                                | Amichevole                                                          | -                                                                   |                                                                     |
| 11-7-2007                                                           | Kuala Lumpur                                                        | Iran                                                                | 2 – 1                                                               | Uzbekistan                                                          | Coppa d'Asia 2007 - Gironi                                          | -                                                                   | 49’                                                                 |
| 15-7-2007                                                           | Kuala Lumpur                                                        | Cina                                                                | 2 – 2                                                               | Iran                                                                | Coppa d'Asia 2007 - Gironi                                          | -                                                                   |                                                                     |
| 18-7-2007                                                           | Kuala Lumpur                                                        | Malaysia                                                            | 0 – 2                                                               | Iran                                                                | Coppa d'Asia 2007 - Gironi                                          | 1                                                                   |                                                                     |
| 22-7-2007                                                           | Kuala Lumpur                                                        | Iran                                                                | 0 – 0 (2 - 4 dtr)                                                   | Corea del Sud                                                       | Coppa d'Asia 2007 - Quarti di finale                                | -                                                                   |                                                                     |
| 6-2-2008                                                            | Teheran                                                             | Iran                                                                | 0 – 0                                                               | Siria                                                               | Qual. Mondiali 2010                                                 | -                                                                   |                                                                     |
| 21-3-2008                                                           | Riffa                                                               | Bahrein                                                             | 1 – 0                                                               | Iran                                                                | Amichevole                                                          | -                                                                   | 85’                                                                 |
| 26-3-2008                                                           | Kuwait City                                                         | Kuwait                                                              | 2 – 2                                                               | Iran                                                                | Qual. Mondiali 2010                                                 | -                                                                   | 73’                                                                 |
| 25-5-2008                                                           | Teheran                                                             | Iran                                                                | 3 – 2                                                               | Zambia                                                              | Amichevole                                                          | -                                                                   | 46’                                                                 |
| 2-6-2008                                                            | Teheran                                                             | Iran                                                                | 0 – 0                                                               | Emirati Arabi Uniti                                                 | Qual. Mondiali 2010                                                 | -                                                                   | 1’                                                                  |
| 14-6-2008                                                           | Damasco                                                             | Siria                                                               | 0 – 2                                                               | Iran                                                                | Qual. Mondiali 2010                                                 | -                                                                   | 90+3’                                                               |
| 22-6-2008                                                           | Teheran                                                             | Iran                                                                | 2 – 0                                                               | Kuwait                                                              | Qual. Mondiali 2010                                                 | -                                                                   |                                                                     |
| 6-9-2008                                                            | Riyad                                                               | Arabia Saudita                                                      | 1 – 1                                                               | Iran                                                                | Qual. Mondiali 2010                                                 | -                                                                   | 75’                                                                 |
| 1-6-2009                                                            | Qinhuangdao                                                         | Cina                                                                | 1 – 0                                                               | Iran                                                                | Amichevole                                                          | -                                                                   | 60’                                                                 |
| 6-6-2009                                                            | Pyongyang                                                           | Corea del Nord                                                      | 0 – 0                                                               | Iran                                                                | Qual. Mondiali 2010                                                 | -                                                                   |                                                                     |
| 10-6-2009                                                           | Teheran                                                             | Iran                                                                | 1 – 0                                                               | Emirati Arabi Uniti                                                 | Qual. Mondiali 2010                                                 | -                                                                   |                                                                     |
| 17-6-2009                                                           | Seoul                                                               | Corea del Sud                                                       | 1 – 1                                                               | Iran                                                                | Qual. Mondiali 2010                                                 | -                                                                   | 49’                                                                 |
| 12-8-2009                                                           | Sarajevo                                                            | Bosnia ed Erzegovina                                                | 2 – 3                                                               | Iran                                                                | Amichevole                                                          | 1                                                                   |                                                                     |
| 10-11-2009                                                          | Teheran                                                             | Iran                                                                | 1 – 0                                                               | Islanda                                                             | Amichevole                                                          | -                                                                   |                                                                     |
| 14-11-2009                                                          | Teheran                                                             | Iran                                                                | 1 – 0                                                               | Giordania                                                           | Qual. Coppa d'Asia 2011                                             | -                                                                   |                                                                     |
| 18-11-2009                                                          | Teheran                                                             | Iran                                                                | 1 – 1                                                               | Macedonia                                                           | Amichevole                                                          | 1                                                                   |                                                                     |
| 22-11-2009                                                          | Amman                                                               | Giordania                                                           | 1 – 0                                                               | Iran                                                                | Qual. Coppa d'Asia 2011                                             | -                                                                   |                                                                     |
| 28-12-2009                                                          | Doha                                                                | Qatar                                                               | 3 – 2                                                               | Iran                                                                | Amichevole                                                          | -                                                                   | 46’                                                                 |
| 30-12-2009                                                          | Doha                                                                | Iran                                                                | 1 – 2                                                               | Mali                                                                | Amichevole                                                          | -                                                                   |                                                                     |
| 2-1-2010                                                            | Doha                                                                | Corea del Nord                                                      | 0 – 1                                                               | Iran                                                                | Amichevole                                                          | -                                                                   |                                                                     |
| 6-1-2010                                                            | Kallang                                                             | Singapore                                                           | 1 – 3                                                               | Iran                                                                | Qual. Coppa d'Asia 2011                                             | -                                                                   | 72’                                                                 |
| 3-3-2010                                                            | Teheran                                                             | Iran                                                                | 1 – 0                                                               | Thailandia                                                          | Qual. Coppa d'Asia 2011                                             | -                                                                   | 54’                                                                 |
| 9-3-2010                                                            | Zhengzhou                                                           | Cina                                                                | 0 – 2                                                               | Iran                                                                | Amichevole                                                          | 1                                                                   |                                                                     |
| 7-9-2010                                                            | Seoul                                                               | Corea del Sud                                                       | 0 – 1                                                               | Iran                                                                | Amichevole                                                          | -                                                                   | 90+5’                                                               |
| 24-9-2010                                                           | Amman                                                               | Bahrein                                                             | 0 – 3                                                               | Iran                                                                | Camp. Asia Occidentale 2010 - Gironi                                | -                                                                   | 30’ 65’                                                             |
| 28-9-2010                                                           | Amman                                                               | Oman                                                                | 2 – 2                                                               | Iran                                                                | Camp. Asia Occidentale 2010 - Gironi                                | 1                                                                   | 22’                                                                 |
| 1-10-2010                                                           | Amman                                                               | Iran                                                                | 2 – 1                                                               | Iraq                                                                | Camp. Asia Occidentale 2010 - Semifinali                            | -                                                                   |                                                                     |
| 3-10-2010                                                           | Amman                                                               | Iran                                                                | 1 – 2                                                               | Kuwait                                                              | Camp. Asia Occidentale 2010 - Finale                                | -                                                                   | 38’                                                                 |
| 7-10-2010                                                           | Abu Dhabi                                                           | Iran                                                                | 0 – 3                                                               | Brasile                                                             | Amichevole                                                          | -                                                                   |                                                                     |
| 28-12-2010                                                          | Doha                                                                | Qatar                                                               | 0 – 0                                                               | Iran                                                                | Amichevole                                                          | -                                                                   |                                                                     |
| 2-1-2011                                                            | Doha                                                                | Iran                                                                | 1 – 0                                                               | Qatar                                                               | Amichevole                                                          | -                                                                   | 46’                                                                 |
| 11-1-2011                                                           | Al-Rayyan                                                           | Iraq                                                                | 1 – 2                                                               | Iran                                                                | Coppa d'Asia 2011 - Gironi                                          | -                                                                   |                                                                     |
| 19-1-2011                                                           | Doha                                                                | Emirati Arabi Uniti                                                 | 0 – 3                                                               | Iran                                                                | Coppa d'Asia 2011 - Gironi                                          | -                                                                   |                                                                     |
| 22-1-2011                                                           | Doha                                                                | Iran                                                                | 0 – 1 dts                                                           | Corea del Sud                                                       | Coppa d'Asia 2011 - Quarti di finale                                | -                                                                   | 27’                                                                 |
| 9-2-2011                                                            | Abu Dhabi                                                           | Iran                                                                | 1 – 0                                                               | Russia                                                              | Amichevole                                                          | -                                                                   |                                                                     |
| 2-9-2011                                                            | Teheran                                                             | Iran                                                                | 3 – 0                                                               | Indonesia                                                           | Qual. Mondiali 2014                                                 | 1                                                                   | 70’                                                                 |
| 6-9-2011                                                            | Doha                                                                | Qatar                                                               | 1 – 1                                                               | Iran                                                                | Qual. Mondiali 2014                                                 | -                                                                   |                                                                     |
| 5-10-2011                                                           | Teheran                                                             | Iran                                                                | 7 – 0                                                               | Palestina                                                           | Amichevole                                                          | -                                                                   | 46’                                                                 |
| 11-10-2011                                                          | Teheran                                                             | Iran                                                                | 6 – 0                                                               | Bahrein                                                             | Qual. Mondiali 2014                                                 | 1                                                                   | 85’                                                                 |
| 11-11-2011                                                          | Riffa                                                               | Bahrein                                                             | 1 – 1                                                               | Iran                                                                | Qual. Mondiali 2014                                                 | -                                                                   |                                                                     |
| 15-11-2011                                                          | Giacarta                                                            | Indonesia                                                           | 1 – 3                                                               | Iran                                                                | Qual. Mondiali 2014                                                 | -                                                                   | 63’                                                                 |
| 27-5-2012                                                           | Istanbul                                                            | Albania                                                             | 1 – 0                                                               | Iran                                                                | Amichevole                                                          | -                                                                   |                                                                     |
| 3-6-2012                                                            | Tashkent                                                            | Uzbekistan                                                          | 0 – 1                                                               | Iran                                                                | Qual. Mondiali 2014                                                 | -                                                                   |                                                                     |
| 12-6-2012                                                           | Teheran                                                             | Iran                                                                | 0 – 0                                                               | Qatar                                                               | Qual. Mondiali 2014                                                 | -                                                                   | 86’                                                                 |
| 16-10-2012                                                          | Teheran                                                             | Iran                                                                | 1 – 0                                                               | Corea del Sud                                                       | Qual. Mondiali 2014                                                 | -                                                                   | 89’                                                                 |
| 14-11-2012                                                          | Teheran                                                             | Iran                                                                | 0 – 1                                                               | Uzbekistan                                                          | Qual. Mondiali 2014                                                 | -                                                                   | 79’                                                                 |
| 6-2-2013                                                            | Teheran                                                             | Iran                                                                | 5 – 0                                                               | Libano                                                              | Qual. Coppa d'Asia 2015                                             | -                                                                   |                                                                     |
| 26-3-2013                                                           | Kuwait City                                                         | Kuwait                                                              | 1 – 1                                                               | Iran                                                                | Qual. Coppa d'Asia 2015                                             | -                                                                   | 90+3’                                                               |
| 4-6-2013                                                            | Doha                                                                | Qatar                                                               | 0 – 1                                                               | Iran                                                                | Qual. Mondiali 2014                                                 | -                                                                   |                                                                     |
| 11-6-2013                                                           | Teheran                                                             | Iran                                                                | 4 – 0                                                               | Libano                                                              | Qual. Mondiali 2014                                                 | -                                                                   |                                                                     |
| 18-6-2013                                                           | Ulsan                                                               | Corea del Sud                                                       | 0 – 1                                                               | Iran                                                                | Qual. Mondiali 2014                                                 | -                                                                   | 56’                                                                 |
| 15-10-2013                                                          | Teheran                                                             | Iran                                                                | 2 – 1                                                               | Thailandia                                                          | Qual. Coppa d'Asia 2015                                             | -                                                                   |                                                                     |
| 15-11-2013                                                          | Bangkok                                                             | Thailandia                                                          | 0 – 3                                                               | Iran                                                                | Qual. Coppa d'Asia 2015                                             | -                                                                   |                                                                     |
| 18-5-2014                                                           | Kapfenberg                                                          | Iran                                                                | 0 – 0                                                               | Bielorussia                                                         | Amichevole                                                          | -                                                                   | 75’                                                                 |
| 26-5-2014                                                           | Hartberg                                                            | Montenegro                                                          | 0 – 0                                                               | Iran                                                                | Amichevole                                                          | -                                                                   |                                                                     |
| 8-6-2014                                                            | San Paolo                                                           | Trinidad e Tobago                                                   | 0 – 2                                                               | Iran                                                                | Amichevole                                                          | -                                                                   | 80’                                                                 |
| 16-6-2014                                                           | Curitiba                                                            | Iran                                                                | 0 – 0                                                               | Nigeria                                                             | Mondiali 2014 - Gironi                                              | -                                                                   | 75’                                                                 |
| 21-6-2014                                                           | Belo Horizonte                                                      | Argentina                                                           | 1 – 0                                                               | Iran                                                                | Mondiali 2014 - Gironi                                              | -                                                                   |                                                                     |
| 25-6-2014                                                           | Salvador                                                            | Bosnia ed Erzegovina                                                | 3 – 1                                                               | Iran                                                                | Mondiali 2014 - Gironi                                              | -                                                                   |                                                                     |
| 18-11-2014                                                          | Teheran                                                             | Iran                                                                | 1 – 0                                                               | Corea del Sud                                                       | Amichevole                                                          | -                                                                   |                                                                     |
| 4-1-2015                                                            | Wollongong                                                          | Iraq                                                                | 0 – 1                                                               | Iran                                                                | Amichevole                                                          | -                                                                   | 68’                                                                 |
| 11-1-2015                                                           | Melbourne                                                           | Iran                                                                | 2 – 0                                                               | Bahrein                                                             | Coppa d'Asia 2015 - Gironi                                          | -                                                                   |                                                                     |
| 15-1-2015                                                           | Sydney                                                              | Qatar                                                               | 1 – 0                                                               | Iran                                                                | Coppa d'Asia 2015 - Gironi                                          | -                                                                   | 87’                                                                 |
| 19-1-2015                                                           | Brisbane                                                            | Iran                                                                | 1 – 0                                                               | Emirati Arabi Uniti                                                 | Coppa d'Asia 2015 - Gironi                                          | -                                                                   |                                                                     |
| 23-1-2015                                                           | Bruce                                                               | Iran                                                                | 3 – 3 (6 - 7 dtr)                                                   | Iraq                                                                | Coppa d'Asia 2015 - Quarti di finale                                | -                                                                   | 90+4’                                                               |
| 26-3-2015                                                           | Sankt Polten                                                        | Iran                                                                | 2 – 0                                                               | Cile                                                                | Amichevole                                                          | -                                                                   | 84’                                                                 |
| 31-3-2015                                                           | Solna                                                               | Svezia                                                              | 3 – 1                                                               | Iran                                                                | Amichevole                                                          | -                                                                   |                                                                     |
| 11-6-2015                                                           | Tashkent                                                            | Uzbekistan                                                          | 0 – 1                                                               | Iran                                                                | Amichevole                                                          | -                                                                   | 21’ 46’                                                             |
| 16-6-2015                                                           | Daşoguz                                                             | Turkmenistan                                                        | 1 – 1                                                               | Iran                                                                | Qual. Mondiali 2018                                                 | -                                                                   |                                                                     |
| 3-9-2015                                                            | Teheran                                                             | Iran                                                                | 6 – 0                                                               | Guam                                                                | Qual. Mondiali 2018                                                 | -                                                                   |                                                                     |
| 8-9-2015                                                            | Bangalore                                                           | India                                                               | 0 – 3                                                               | Iran                                                                | Qual. Mondiali 2018                                                 | 1                                                                   |                                                                     |
| 8-10-2015                                                           | Mascate                                                             | Oman                                                                | 1 – 1                                                               | Iran                                                                | Qual. Mondiali 2018                                                 | -                                                                   |                                                                     |
| 13-10-2015                                                          | Teheran                                                             | Iran                                                                | 1 – 1                                                               | Giappone                                                            | Amichevole                                                          | -                                                                   | 90+3’                                                               |
| 17-11-2015                                                          | Tamuning                                                            | Guam                                                                | 0 – 6                                                               | Iran                                                                | Qual. Mondiali 2018                                                 | -                                                                   |                                                                     |
| 1-9-2016                                                            | Teheran                                                             | Iran                                                                | 2 – 0                                                               | Qatar                                                               | Qual. Mondiali 2018                                                 | -                                                                   |                                                                     |
| 6-9-2016                                                            | Shenyang                                                            | Cina                                                                | 0 – 0                                                               | Iran                                                                | Qual. Mondiali 2018                                                 | -                                                                   |                                                                     |
| 10-6-2016                                                           | Tashkent                                                            | Uzbekistan                                                          | 0 – 1                                                               | Iran                                                                | Qual. Mondiali 2018                                                 | -                                                                   | 83’                                                                 |
| 11-10-2016                                                          | Teheran                                                             | Iran                                                                | 1 – 0                                                               | Corea del Sud                                                       | Qual. Mondiali 2018                                                 | -                                                                   | 85’                                                                 |
| Totale                                                              |                                                                     | Presenze (8º posto)                                                 | 101                                                                 |                                                                     | Reti                                                                | 9                                                                   |                                                                     |

## Palmarès

### Club

#### Competizioni nazionali
- Coppa dell'Iran: 1

Esteghlal: 2011-2012